# آساهینا یاسوتومو
آساهینا یاسوتومو (به ژاپنی: 朝比奈泰朝); تولد ۱۵۳۸– مرگ نامشخص) یک سامورایی اهل ژاپن و ارباب قلعه کاکه‌گاوا بود که به خاندان ایماگاوا خدمت می‌کرد.
در ۶ دسامبر ۱۵۶۸، شینگن تهاجم خود را به سوروگا آغاز کرد. حمله ارتش تاکدا در نهم همان روز از قلعه اومیا در منطقه فوجی، شیزوئوکا، ولایت سوروگا آغاز شد. ارتش جدا شده تاکدا به قلعه اومیا حمله کرد و فوجی نوبوتادا، یکی از ملازمان خاندان ایماگاوا، ارباب قلعه اومیا، با موفقیت از آن دفاع کرد. پس از آن، ارتش تاکدا به سمت غرب حرکت کرد و به سمت شهر سونپو حرکت کرد. اوگی کیوتاکا ، ملازم ایماگاوا، در این «نبرد اوچیبوگوچی» کشته شد.
ایماگاوا اوجیزانه این حرکت را دید و آماده شد تا او را در «کوه ساتسوما» رهگیری کند، اما به دلیل فرار ملازمان، مجبور به عقب‌نشینی شد. ملازمانی که جدا شدند، ملازمان ارشد بودند، مانند سنا نوبوترو، آساهینا نوبوکی، و کاتسورایاما اوجیماتو، که قبلاً با خاندان تاکدا ارتباط برقرار کرده بودند. در نتیجه ارتش ایماگاوا بدون درگیری شکست خورد و ارتش تاکدا در ۱۳ دسامبر وارد سونپو شد. ایماگاوا اوجیزانه از سونپو بیرون رانده شد و با تکیه بر آساهینا یاسوتومو از قلعه کاکه‌گاوا در ولایت توتومی گریخت.